# A két Rose
A két Rose (Rose Madder) Stephen King amerikai író 1995-ben megjelent regénye. Magyarul először az Európa Könyvkiadónál jelent meg a regény, Szántó Judit fordításában, 1997-ben.

## Cselekmény
|  | Alább a cselekmény részletei következnek! |

Rosie Daniels tizennégy év házasság után úgy dönt, elhagyja erőszakos férjét, Norman Daniels rendőrt. Magával viszi a férfi bankkártyáját, és új életet kezd egy távoli város nőknek fenntartott házában. Csaknem egy időben egy régiségboltba téved, és rálel egy festményre, amely lebilincseli. Vagyis inkább: a festmény lel talán őrá.
A kép egy női alakot ábrázol egy dombtetőn, akin vöröses ruha van: ő a második Rose. Ettől a pillanattól fogva Rosie élete teljesen megváltozik. Megismeri ugyanis Bill Steinert, aki a régiségboltban dolgozik, és randevúzni kezdenek. Új munkát ajánlanak fel neki. Lehetősége nyílik rá, hogy saját kis lakásba költözzön. És ezt meg is teszi. Sőt, új festményét fel is akasztja az egyik falra. A kép pedig változni kezd.
Természetesen Daniels, a durva rendőr, aki ösztönszerűen talál rá menekülő egyénekre, megkezdi a felesége utáni hajszát annak érdekében, hogy közelebbről is elbeszélgessen vele. És végül is megtalálja. Feleségét, új barátját, és a nők számára fenntartott ház legtöbb lakóját. Elégtételt akar venni, de számításai során nem vett figyelembe valamit, vagy valakit, aki egy másik világból való: a második Rose-t, aki bosszút akar állni.
A két Rose című mű Stephen King harmadik, női szemszögből megírt regénye a Bilincsben és a Dolores után.
|  | Itt a vége a cselekmény részletezésének! |

## Magyarul
- A két Rose; ford. Szántó Judit; Európa, Bp., 1997